# Actio servi corrupti
Actio servi corrupti – w prawie rzymskim powództwo karne skierowane przeciwko "gorszycielom" niewolników. Rzymianie przez "gorszenie" (servi corruptio) rozumieli tu zachętę do ucieczki, obniżania wydajności pracy czy lekceważenia panów. Legitymowany czynnie był poszkodowany właściciel i miał prawo do żądania podwójnej wartości poniesionej szkody (duplum).
Było to powództwo "wieczyste", tj. nie ulegało przedawnieniu (actiones perpetuae), co było o tyle nietypowe, że pozostałe powództwa urzędnicze (actiones honorariae) przedawniały się w ciągu roku (actiones annales).